# Pärnäsaari (ö i Södra Karelen)
Pärnäsaari är en ö i Finland. Den ligger i sjön Pyhäjärvi och i kommunen Parikkala i den ekonomiska regionen  Imatra ekonomiska region  och landskapet Södra Karelen, i den sydöstra delen av landet, 300 km nordost om huvudstaden Helsingfors. Öns area är 4,4 hektar och dess största längd är 310 meter i nord-sydlig riktning.